# ラドフォード (DD-446)
ラドフォード (USS Radford, DD-446) は、アメリカ海軍の駆逐艦。フレッチャー級駆逐艦の一隻。艦名はウィリアム・ラドフォード海軍少将に因む。その名を持つ艦としては二代目である。

## 艦歴
「ラドフォード」は太平洋戦争開戦前の1941年10月2日にニュージャージー州カーニーのフェデラル・シップビルディング・アンド・ドライドック社で起工され、1942年5月3日、フランソワ・E・マッテス夫人によって命名・進水、同年7月22日竣工した。

### 第二次世界大戦
竣工した「ラドフォード」は太平洋艦隊に配属され、太平洋における対日作戦に参加した。東京急行に対する攻撃作戦に従事し、1943年7月5日にはクラ湾夜戦、7月12日にはコロンバンガラ島沖海戦に参加した。また、軽巡洋艦「ヘレナ」 (USS Helena, CL-50) の救助活動で468名を救い、殊勲部隊章を受章している。1943年11月25日20時49分、北緯03度10分 東経171度55分 / 北緯3.167度 東経171.917度のマキン島西方50浬地点付近で、「ラドフォード」は13km先で浮上した潜水艦「伊19」をレーダー探知。調査のため接近中、相手が潜航していったためレーダーからの反応が消えた。21時40分、潜航中の「伊19」をソナー探知したため爆雷7発を投下し、撃沈した。その後1944年12月にはルソン解放の支援として掃海作業に従事し、フィリピン政府からの殊勲部隊章も受章した。「ラドフォード」は1946年1月17日に退役し、サンフランシスコで予備艦として保管される。

### 大戦後
大戦後 FRAM I 近代化が行われ、1949年3月26日に DDE-446 （護衛駆逐艦）に艦種変更、10月17日に再就役した。朝鮮戦争が勃発すると第7艦隊の一部として国連軍を支援し、その後西海岸およびハワイでの活動と、西太平洋での配備を交互に行った。1960年には真珠湾で FRAM II 改修が行われた。1962年6月30日に艦種を駆逐艦に再度変更された。
1965年3月3日に「ラドフォード」は第252駆逐艦隊と共に真珠湾を出港し、緊張の高まる南シナ海へ展開する。10月と12月にジェミニ計画の回収艦任務に就く。その後シードラゴン作戦、マーケットタイム作戦に参加し、ベトナム戦争中の1965年から69年まで偵察救助任務や支援砲撃任務に従事した。
「ラドフォード」の11回目の西太平洋配備は1966年7月5日に始まった。この配備では対潜水艦戦に参加し、トンキン湾での航空母艦の護衛、二度の支援艦砲射撃、台湾の偵察任務などを行う。ジョンソン大統領のマレーシア訪問時には南シナ海で作戦活動に従事する第7艦隊のレーダーピケット艦として支援を行った。第252駆逐艦隊は1966年12月16日に真珠湾に帰還した。
「ラドフォード」は1969年11月10日にサンフランシスコで退役、同日除籍された。その後1970年10月にスクラップとして売却された。
「ラドフォード」は第二次世界大戦の戦功で12個の、朝鮮戦争の戦功で5個の、ベトナム戦争の戦功で4個の従軍星章を受章し、合衆国遠征章も受章した。